# San Luis Soyatlán
San Luis Soyatlán es una ciudad mexicana situada en el estado de Jalisco, formando parte del municipio de Tuxcueca. Es la población más importante del municipio, después de la cabecera municipal. En este lugar se concentra alrededor del 50 % de la población y se genera el 70 % de los ingresos. Sentado en la orilla sur del Lago de Chapala, y aproximadamente 45 minutos al sur de la ciudad de Guadalajara.

Su nombre proviene de dos lenguajes; “San Luis” refiere a la advocación del santo patrono de la población San Luis Obispo de Tolosa, y “Soyatlán“, que es de origen náhuatl, que significa “lugar del soyate“, que es la materia prima de petates y sombreros.

## Historia
Se conoce que el municipio de Tuxcueca ya existía como poblado antes de la Conquista; fue fundado por tribus chichimecas, que fueron de las primeras en peregrinar y se establecieron en la margen derecha del Arroyo de Las Carretas. Algunos años antes de la Conquista, esta región fue invadida y gobernada por el rey de los tarascos, Tangaxoan, para posesionarse de las codiciadas playas salitrosas de Zacoalco y Sayula, mismas que a fines del siglo XV y principios del XVI dio origen a la Guerra del Salitre, que fue declarada por el rey de Colima.

Debido a la intervención de Ramón Corona, el 20 de abril de 1886 Tuxcueca se erige en municipio, durante el mandato del gobernador Francisco Tolentino, separándose del municipio de Tizapán el Alto; el primer presidente municipal fue Gonzalo Solís, quien tomó su cargo a mediados de mayo de 1886. En 1888, el 1 de octubre, la comisaría de San Luis Soyatlán se agregó al municipio, separándose de Jocotepec.

## Atracciones

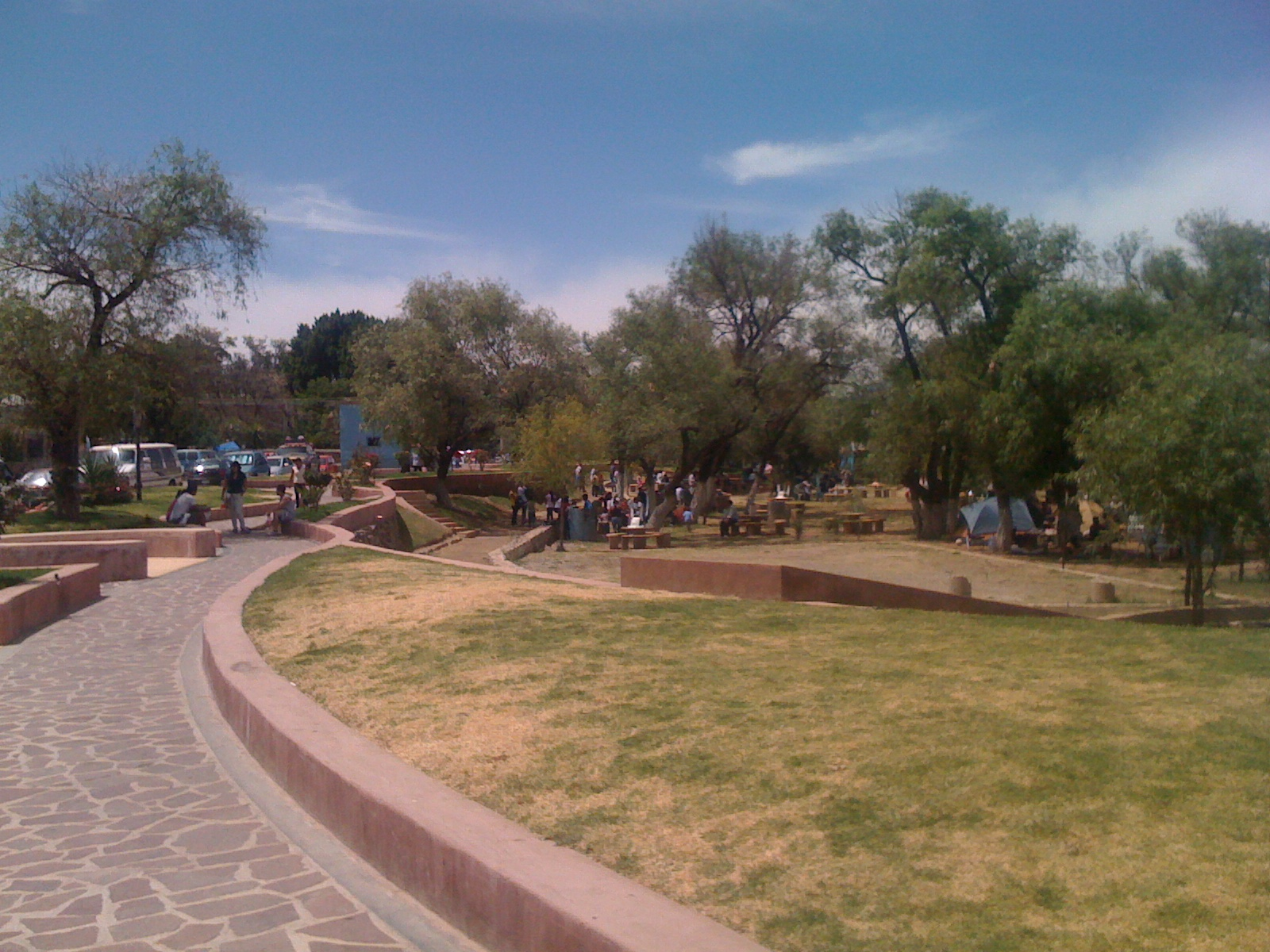
Parque y Malecón en la rivera del pueblo.

La localidad de San Luis Soyatlán es quizás lo más fuerte del municipio, en cuanto al sector turístico se refiere. Es un sitio muy concurrido, ya que la carretera (México 15) la atraviesa y a lo largo de la misma vía se encuentran diferentes locales comerciales, tiendas, fondas, restaurantes, neverías, fruterías, farmacias, etc.

### Parques
Parque y Malecón, edén de más de 40,000 m² compuesto de dos muelles, asaderos, juegos infantiles, mesas, paseos, dos arroyos artificiales, una fuente monumental, arbolado a base de palmeras, ahuehuetes, pastos, arbustos de ornato, baños, áreas de encuentro, y una inigualable vista de la ribera norte.

### Zona centro
Cuenta con atractivos turísticos de carácter religioso como lo es el templo de San Luis Obispo de Tolosa, que se construyó inicialmente como una capilla de adobe en 1564 por los franciscanos Cristóbal Bilches y Sebastián Berlanga, terminado el 22 de diciembre de 1885 (sin la torre).

El Atrio, una plazoleta con esculturas religiosas, un foro, salones, baños y estacionamiento, lugar por excelencia de los actos públicos.

### Vampiros
Es un lugar en el inicio de la ciudad de San Luis soyatlan, cuenta con varios locales donde se vende está bebida exótica, por ejemplo "vampiros el güero" " vampiros San Luis" y los más famosos "vampiros el mosco".

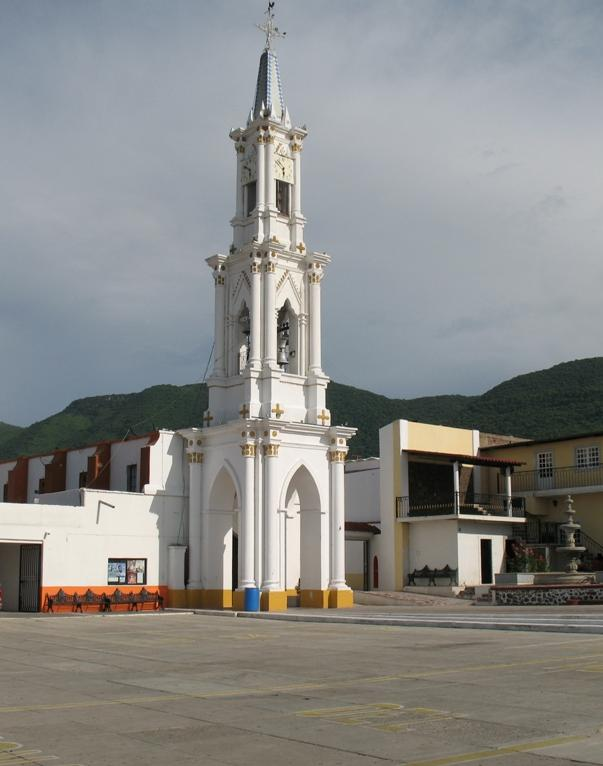
Templo católico de San Luis Soyatlán.

Plaza de Armas, data del siglo XV ha sufrido varias remodelaciones, cuenta con bancas, un kiosco, arbolado, una fuente y zona comercial.

Delegación Municipal, una construcción del siglo XVII con arquería y es donde se prestan los servicios Municipales (vigilancia, cajero automático, agua potable, catastro, y correo).

El Apeadero, portales del siglo XVII antiguamente utilizado para la espera del paso de las carretas, cuenta con una agradable nevería y venta de aguas frescas.

Mercado Municipal, zona gastronómica regional con sanitarios.

La capilla del Señor de la Salud, una Construcción de mediados del siglo pasado, se venera a Jesús crucificado que se ubica a unas pocas cuadras de la iglesia principal de San Luis Soyatlán.

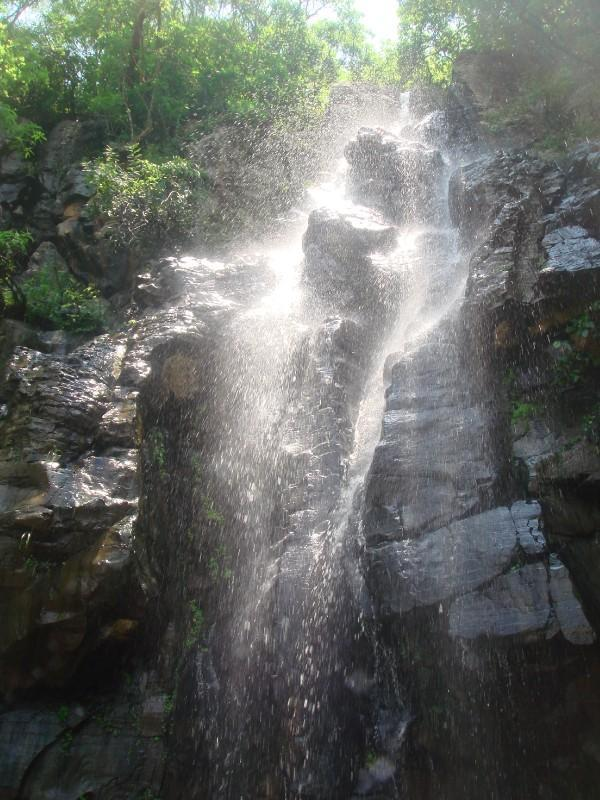
Cascade on one of the town's hills.

### Zonas rurales
Mirador de la cruz, situado a menos de 5 km al sur de la población, sentada sobre un pequeño cerro, tiene vista hacía la ribera Norte, cuenta con plazoleta, y una capilla a la virgen de Guadalupe.

El Salto, una cascada de más de 30 metros (en tres etapas) de altura, se aprecia en los meses de lluvia.

Entre los atractivos naturales destacan los paisajes del Cerro de García, el más alto de la ribera, de ahí se contempla un paisaje, desde la totalidad del lago, la Sierra del Tigre, el valle de Huejotitán, hasta la cuenca de Sayula y El Picacho.7 El Cerro es un Imponente macizo con casi 2,600 metros de altura, (tiene unas pequeñas cuevas en su cúspide en donde localizaron vasijas y cerámica).

La riqueza natural con que cuenta el municipio está representada por 10 mil 400 hectáreas de bosque, donde predomina especies de encino y pino, principalmente.

## Festividades
Fiestas Patronales en honor a San Luis Obispo de Tolosa.  Estas fiestas se celebran en el mes de agosto del 11 al 19. Celebrados con peregrinaciones, cohetes, misas de la mañana con mañanitas en devoción al santo, juegos mecánicos, juegos pirotécnicos y castillos, puestos de globos, puestos de comida, y serenatas en la plaza principal durante la noche.
Al igual que la mayoría de fiestas patronales comunes en México, cada día tiene un gremio. A cada gremio se le da un determinado grupo de personas para su financiación, junto con uno de los cuatro distritos (o barrios) del pueblo, el Distrito de San Juan, el Distrito de San Miguel, el Distrito de San Pedto, y el Distrito de San Francisco. Los gremios son los siguientes:
1. Gremio de los Jóvenes y Gremio de los Albañiles y Pescadores.[11]
2. Gremio de los Hijos Ausentes de Guadalajara.[11]
3. Gremio del Ayuntamiento.[11]
4. Gremio de los Ganaderos y Ejidatarios.[11]
5. Gremio de los Hijos Ausentes de Estados Unidos. Con una tradición única que se da a cabo solamente en San Luis de un partido de fútbol jugado entre la gente que vive en el pueblo todo el año (conocidos como el equipo de las tilapias) y la gente que viene de Estados Unidos (conocidos como el equipo de las hamburguesas).
6. Gremio del Pueblo en General (por lo general el día 19). En el 19 (día oficial de San Luis Obispo) el pueblo invita a los pueblos vecinos de San Nicolás de Acuña y La Puerta de San Nicolás a la fiesta, una tradición seguida con una peregrinación de la gente de esos pueblos a San Luis.[11]
7. Gremio de los Comerciantes.[11] Con una tradición en la cual una banda contratada les toca a la puerta de los negocios de los comerciantes una pequeña cantidad de sones.
8. Gremio de los Profesionales y Misioneros.[11]
9. Gremio Individual y Pueblo en General. (se realiza solamente en el último día). El gremio individual se paga usualmente por una sola persona o familia.[11]

Cada día (dependiendo del gremio) es dado un color. La gente la cual le toca el día, usan una banda sobre el hombro de ese color durante la tradicional peregrinación echa durante la tarde antes de la misa. Los colores actuales son los siguientes:
1. Blanco
2. Azul Rey
3. Azul Cielo
4. Verde
5. Rojo
6. Tinto
7. Amarillo
8. Anaranjado
9. Morado

Las Enramadas, festividades que se celebran durante todo el período de la Cuaresma. Un tiempo lleno de enramadas en el parque y malecón del pueblo, donde se sirven comidas y bebidas.

" Fiestas en honor al señor de la salud", cada año en el mes de mayo se celebre un novenario en honor al señor de la salud que se encuentra ubicado en su capilla en la calle pino Suárez, el.novenario se indica el día 12 de mayo para dar fin con una grande celebración el día 21 de mayo, este mismo día se recibe a la comunidad de San Cristóbal Zapotitlán, que año con año asiste a esta capilla en demostración de su fe, llegan temprano por la mañana, caminando desde su población hasta esta capilla ubicada en San Luis soyatlan, por la tarde se celebra una procesión con la bendita imagen por las calles y avenidas principales del pueblo para dar fin con una misa y al terminar con una serenata musical.

## En la cultura popular
El pueblo ha sido mencionado en algunas canciones de música regional mexicana. "Don Arturo García", una canción de Chalino Sánchez, menciona a San Luis y otros pueblos cercanos. Al igual que la canción "José Reyes" de Banda el Recodo.

## Escuelas
- Benito Juárez, la escuela es una escuela primaria.  Proporcionar educación básica (primaria general).  Las clases se imparten en horario de mañana.  Dirección: Allende 50 (Rivera Del Lago y Obregón) San Luis Soyatlán, Municipio: Tuxcueca, Jal.  49440.[13]
- Emiliano Zapata es una escuela primaria, una educación general básica (primaria).  Las clases se imparten durante las horas de la tarde.  Dirección: 5, Mayo 73 (Chapultepec y Pino) San Luis Soyatlán Municipio: Tuxcueca, Jal.  49440.[13]
- EMSAD 24 San Luis Soyatlán es una escuela de nivel medio superior, (bachillerato general).  Las clases se imparten durante las horas de la tarde.  Sitio web: www.cobaej.edu.mx. dirección carretera GDL-MORELIA km. 81[13]
- Escuela Secundaria Técnica 99 es una escuela media, técnica de enseñanza básica (enseñanza secundaria).  Las clases se imparten en horario de mañana.[13]
- Gregorio Torres Quintero es una escuela primaria, una educación general básica (primaria).  Las clases se imparten en horario de mañana.  Dirección: 5 de Mayo 73 (Chapultepec y Pino) San Luis Soyatlán Municipio: Tuxcueca, Jal.  49440.[13]
- José Vasconcelos es un preescolar, proporcionar la educación básica (pre-general).  Las clases se imparten durante las horas de la tarde.  Dirección: Turquía 8 (Álvaro Obregón y Rivera del Lago) de San Luis Soyatlán Municipio: Tuxcueca, Jal.  49440.[13]
- Octavio Chavarría Cervantes es una escuela primaria, una educación general básica (primaria).  Las clases se imparten en horario de mañana.  Dirección: Zaragoza 51 (Hidalgo y Lerdo de Tejada) San Luis Soyatlán Municipio: Tuxcueca, Jal.  49440.[13]
- Sor Juana Inés de la Cruz es un preescolar de educación básica proporciona (previa general).  Las clases se imparten en horario de mañana.  Dirección: Pino Suárez 86 (Paseo de Las Lomas y 5 de Mayo) San Luis Soyatlán Municipio: Tuxcueca, Jal.  49440.[13]